# Trewern
Trewern est un village et une communauté du Powys, au pays de Galles.

## Géographie
Trewern est situé dans le nord-est du Powys, dans le comté historique du Montgomeryshire, à 7 km au nord-est de la ville de Welshpool. La frontière entre l'Angleterre et le pays de Galles passe à quelques kilomètres à l'est du village.
La communauté de Trewern comprend aussi les villages et hameaux de Buttington / Tal-y-bont et Middletown / Treberfedd (en).

## Démographie
Au recensement de 2011, la communauté de Trewern comptait 1 430 habitants.